# Yılmaz Gökdel
Yılmaz Gökdel (Isztambul, 1940. február 20. – Isztambul, 2019. november 4.) válogatott török labdarúgó, csatár, edző.

## Pályafutása

### Klubcsapatban
1957-ig a Süleymaniyespor, 1957 és 1959 között a Sarıyer, 1959 és 1963 között a Beykozspor, 1964 és 1968 között a Galatasaray, 1968–69-ben a Vefa Istanbul, 1969–70-ben ismét a Galatasaray labdarúgója volt. A Galatával három törökkupa-győzelmet ért el.

### A válogatottban
1964–65-ben öt alkalommal szerepelt a török válogatottban.

### Edzőként
1975 és 1996 között tevékenykedett edzőként. 1975–76-ban a Galatasaray segédedzőjeként kezdte edzői pályafutását. Számos török csapat vezetőedzője volt. Többek közt a
Gaziantepspor (1978–80, 1992–93), az Ankaragücü (1980–82), az Antalyaspor (1983–84, 1986–87), a Bursaspor (1988–89) és a Samsunspor (1990) szakmai munkáját irányította. A Gazianteppel másodosztályú bajnokságot, az Ankargücüvel török kupát nyert.
1984-ben az U21-es, 1984–85-ben a török válogatott szövetségi kapitánya volt.

## Sikerei, díjai

### Játékosként
Galatasaray SK
- Török kupa
  - győztes: 1964, 1965, 1966

### Edzőként
Gaziantepspor
- Török bajnokság (másodosztály)
  - bajnok: 1979–80

 Ankaragücü
- Török kupa
  - győztes: 1981